# Horn (orgelstämma)
Horn är en orgelstämma som kan vara 8´ eller 16´. Den tillhör kategorin trumpetstämma och har en trattformig vid uppsats. Stämman är en rörstämma. Den kan vara både öppen och täckt.